# Amnokkang Sportegyesület
A Amnokkang Sportegyesület (hangul: 압록강체육단, handzsa: 鴨綠江體育團, RR: Amnokgang Sports Club) sinidzsu (sinuiju)i székhelyű észak-koreai sportcsapat. A Népbiztonsági Minisztériumhoz (észak-koreai rendőrség) tartozik.

## Ismert játékosai
- Kim Mjonggil (Kim Myong-gil)
- Kim Mjongvon (Kim Myong-won)
- Pak Namcshol (Pak Nam-chol)
- Kim Csholdzsin (Kim Chol-jin)
- Cson Gvangil (Chon Gwang-il)
- Pak Hjonil (Pak Hyon-il)
- Ri Szangcshol (Ri Sang-chol)
- Csha Dzsonghjok (Cha Jong-hyok)